# Norðradalur
Norðradalur (dansk: Nordredal) er en lille bygd på Færøerne. Den ligger på Streymoys veskyst. Bygden fik vejforbindelse med Tórshavn omkring 1965. Stedet er omringet af 400–600 meter høje fjelde på tre sider, og har havudsigt til Koltur på den sidste. Norðradalur var en del af Argja kommuna indtil til 1997, hvor den blev indlemmet i Tórshavnar kommuna. Befolkningen er i tilbagegang og den 1. januar 2025 havde Norðradalur 10 indbyggere , mod 39 i 1985.
I dag bruges den tidligere skole som forsamlingshus, hvor der kun afholdes gudstjenester fire gange om året. Huset bruges også til forskellige andre formål.
Der er et landbrug i Norðradalur med 50 kreaturer, heraf 30 malkekvæg, og  15 slagtekvæg. Der er også to fåreavlere i bygden med omkring 600 får. 

## Historie
Norðradalur var en gammel landbrugsbygd, hvor der blev lagt vægt på kvægavl, fåreavl og fjerkræavl.
Norðradalur var kirkested indtil reformationen. Den ældste skriftlige kilde som nævner Norðradalur som bosted, er jordebogen i 1584. Den største gård i Norðradalur blev fra 1828 fæstet af sorenskriveren på Færøerne som embedsgård, men blev en almindelig færøsk kongsbondegård igen inden 1900.

## Galleri
| - Norðradalur - Norðradalur, nederst til venstre - Udsigt fra Norðadalsskarð 1. 2. - Norðradalur www.faroeislands.dk - www./trap-faeroeerne.lex.dk 62°02′29″N 6°55′38″V / 62.0415°N 6.9272°V |                                                         |
| | Wikimedia Commons har medier relateret til: Norðradalur |